# Back 4 Blood
Back 4 Blood — многопользовательская компьютерная игра в жанре шутера от первого лица, разработанная Turtle Rock Studios и изданная Warner Bros. Games. Релиз игры на Windows, PlayStation 4, PlayStation 5, Xbox One и Xbox Series X/S состоялся 12 октября 2021 года.
Игра рассматривается в качестве духовной наследницы серии Left 4 Dead, поскольку разрабатывается создателями оригинальной игры и предлагает во многом аналогичный игровой процесс. Игра была впервые показана на The Game Awards 2020 спустя почти десять лет после того, как Turtle Rock Studios отделилась от Valve (издателя обеих игр Left 4 Dead, до сих пор обладающего правами на франшизу) и была воссоздана в качестве инди-студии.

## Игровой процесс
Игровой процесс Back 4 Blood похож на Left 4 Dead. Обе этих игры являются кооперативными для 4 игроков или соревновательными для 8, а фокус в них поставлен на многопользовательскую игру и реиграбельность. Значимым нововведением Back 4 Blood является система карт. В начале каждого уровня игроки должны собрать собственные колоды из карт, регулирующих различные элементы игрового процесса, например, изменяя здоровья игроков, урон и выносливость. Помимо карт игроков, управляющий искусственный интеллект будет использовать карты повреждения, направленные против игроков для затруднения их прогресса. Искусственный интеллект может порождать больше врагов, активировать эффект тумана или увеличить размер орды.

## Сюжет
Действие игры разворачивается после зомби-апокалипсиса, из-за которого большая часть человечества либо вымерла, либо заразилась инфекцией и превратилась в ужасающих существ. Группа ветеранов, называемая чистильщиками (англ. Cleaners) собралась вместе для борьбы с зомби.
Согласно сюжету игры, учёные нашли во льдах Антарктиды неизвестного паразита и увезли его в лабораторию для исследования. Однако паразит вырвался на свободу, заразив весь персонал, а затем распространившись и дальше. Человечество оказалось не готовым к пандемии, что привело к погружению мира в хаос.

## Разработка
Игра была анонсирована в марте 2019 года студией Turtle Rock Studios, известной по разработке первой игры Left 4 Dead. Игра была показана публике на церемонии The Game Awards 2020.
17 декабря 2020 года игра была выпущена в закрытое альфа-тестирование. По словам разработчиков, сюжету игры выделяется больше внимания, чем в играх Left 4 Dead, а тон игры является более позитивным, чем у других игр про зомби на рынке. Фил Робб, креативный директор игры, добавил, что чистильщики из Back 4 Blood являются намного более уверенными в себе и способными, чем обычные люди, являющиеся протагонистами Left 4 Dead, а игроки не просто выживают и пытаются найти безопасное место — они сражаются с зомби, чтобы создавать безопасные места. Это также отражается в диалогах между чистильщиками, которые больше не звучат так, будто они боятся врагов. Команда включила в игру систему карт, посчитав, что она сделает игру более динамичной и интересной для игроков-ветеранов, а также классический режим — более простой вариант игры, убирающий все карты и рассчитанный на новых игроков.
Изначально выпуск игры был назначен на 22 июня 2021 года, однако позже он был перенесён на 12 октября того же года.
Открытая бета-версия была выпущена в середине августа 2021 года. Первый этап раннего доступа прошёл с 5 по 9 августа для игроков, оформивших предзаказ на игру. Второй этап был доступен с 12 по 16 августа для всех игроков.

## Отзывы
| Сводный рейтинг    | Сводный рейтинг                        |
| Агрегатор          | Оценка                                 |
| ------------------ | -------------------------------------- |
| Metacritic         | (PC) 78/100 (PS5) 77/100 (XSXS) 74/100 |
| OpenCritic         | 76/100                                 |
| «Критиканство»     | 64/100                                 |
| Иноязычные издания |                                        |
| Издание            | Оценка                                 |
| Destructoid        | 8/10                                   |
| EGM                | [ 19 ]                                 |
| Game Informer      | 8/10                                   |
| GameRevolution     | 8/10                                   |
| GameSpot           | 7/10                                   |
| GamesRadar+        | [ 23 ]                                 |
| Hardcore Gamer     | 3,5/5                                  |
| IGN                | 8/10                                   |
| PCGamesN           | 8/10                                   |
| PC Gamer (US)      | 88/100                                 |
| Push Square        | [ 28 ]                                 |
| VG247              | [ 29 ]                                 |
| VideoGamer         | 7/10                                   |

Игра получила благоприятные отзывы, согласно сайту агрегации рецензий Metacritic.
По состоянию на 26 октября 2021 года, с момента запуска игры, количество игроков превысило 6 миллионов. К февралю 2022 года в игру сыграли более 10 миллионов игроков. Warner Bros. объявила игру одной из самых быстро продаваемых оригинальных интеллектуальных игр, выпущенных для консолей в 2021 году.

### Награды
Игра была номинирована на премию Golden Joystick Awards 2021 в категории «Лучший мультиплеер». Игра также была номинирована на Game Awards 2021 в категориях «Лучший экшн» и «Лучшая многопользовательская игра».